# Biendongella iljini
Biendongella iljini là một loài cá bống thuộc chi Biendongella trong họ Oxudercidae. Loài này được mô tả lần đầu tiên vào năm 2015.

## Từ nguyên
Từ định danh iljini được đặt theo tên của Boris Sergeevich Iljin (1889–1958), nhà ngư học người Nga, người có đóng góp quan trọng trong việc phân loại cá bống từ lưu vực biển Azov và biển Caspi.

## Phân bố
B. iljini hiện chỉ được biết đến duy nhất tại vịnh Vân Phong (Khánh Hoà, Việt Nam), được tìm thấy ở độ sâu khoảng 97–119 m.

## Mô tả
Chiều dài cơ thể lớn nhất được ghi nhận ở B. iljini là 6,6 cm.